# Mistrovství světa v atletice 2009 – Muži hod diskem
Závod v hodu diskem  mužů na Mistrovství světa v atletice 2009 se uskutečnil 18. a 19. srpna. Zvítězil v něm německý diskař Robert Harting výkonem 69,43 m.
Mezi 30 startujícími nechyběl žádný z aktuálně nejvýkonnějších diskařů. Do finálové dvanáctky z kvalifikace neprošli mimo jiné bronzový olympijský medailista z Athén Alexander Tammert z Estonska či pátý z OH v Pekingu Španěl Frank Casañas. Finále znamenalo ukončení série 29 vítězných závodů úřadujícího olympijského vítěze a mistra světa Gerda Kantera. Estonec předvedl sérii vyrovnyných hodů, všechny však o několik metrů zaostávaly za výkony, které v uplynulé sezóně opakovaně podával. Impozantní vstup do soutěže měl v novém polském národním rekordu stříbrný medailista z Pekingu Piotr Małachowski a tento výkon potvrzoval i dalšími pokusy. Za Polákem jen nepatrně zaostával vítěz kvalifikace a obhájce stříbra z MS v Ósace Robert Harting. Když v páté sérii Małachowski svůj čerstvý rekord dále vylepšil, zdálo se být o vítězi rozhodnuto; domácím publikem bouřlivě povzbuzovaný a v euforii házející Harting však svým posledním hodem strhl vítězství na německou stranu. Těsně pod stupni vítězů skončil dvojnásobný olympijský šampion Virgilijus Alekna.

## Výsledky
| *                | Sportovec          | 1     | 2     | 3     | 4     | 5     | 6     | Celkem  |
| ---------------- | ------------------ | ----- | ----- | ----- | ----- | ----- | ----- | ------- |
| Zlatá medaile    | Robert Harting     | 68,25 | 67,04 | 67,80 | X     | 67,80 | 69,43 | 69,43 m |
| Stříbrná medaile | Piotr Małachowski  | 68,77 | 68,05 | 67,00 | X     | 69,15 | 67,33 | 69,15 m |
| Bronzová medaile | Gerd Kanter        | 65,91 | 65,65 | X     | 66,88 | 66,24 | 65,45 | 66,88 m |
| 4                | Virgilijus Alekna  | 66,36 | 66,32 | 65,68 | 64,53 | 66,24 | X     | 66,36 m |
| 5                | Casey Malone       | 63,61 | 61,59 | 65,64 | 64,84 | 65,98 | 66,06 | 66,06 m |
| 6                | Zoltán Kővágó      | X     | 63,09 | 62,47 | X     | 65,17 | 61,69 | 65,17 m |
| 7                | Bogdan Piščalnikov | 62,03 | 63,29 | 63,18 | 64,26 | 65,02 | X     | 65,02 m |
| 8                | Gerhard Mayer      | 62,16 | 60,49 | 63,17 | X     | 60,83 | X     | 63,17 m |